# Sotana
|  | Aquest article tracta sobre el vesitit clarical. Si cerqueu el programa radiofònic esportiu, vegeu «La sotana». |

La sotana és un vestit emprat pels clergues catòlics, ortodoxos, anglicans, luterans, algunes de les Esglésies ortodoxes orientals, i ministres i oficis ordenats de les esglésies presbiteranes i reformades. Es tracta d'una peça de tela, generalment negra, que arriba fins als peus. Al cristianisme occidental, tradicionalment la sotana es porta ajustada, mentre que a les esglésies ortodoxes es porta més lliure. A l'Església Catòlica té botons a la part davantera i al centre; mentre que a les Esglésies Ortodoxes i Orientals és més habitual que sigui creuada i rematada per un llaç a la cintura.
La sotana prové històricament de la túnica que a l'antiga Roma es portava sota la toga, així com del xitó que es portava sota de l'himatió a la Grècia antiga.
Actualment el seu ús és molt limitat, llevat pels serveis religiosos. Durant la segona meitat del segle xx el seu ús va ser substituït per un vestit més convencional, habitualment negre i amb un alçacoll.

## Pràctica occidental

### Església Catòlica

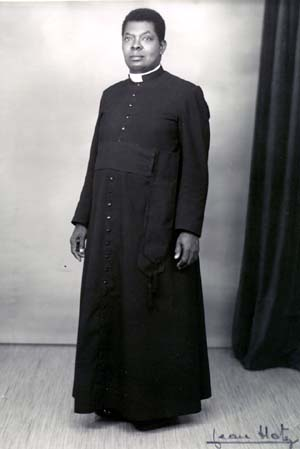
Prevere vestint la sotana catòlica. Està cordada amb 33 botons, simbolitzant els 33 anys de la vida terrenal de Jesucrist.

La sotana té diversos estils o talls, encara que no hi ha cap simbolisme lligat a ells. Una sotana romana sovint té una sèrie de botons de dalt a baix al davant, normalment 33 simbolitzant els 33 anys de Jesús. A alguns països anglòfons, aquests botons són merament ornamentals, cordant-se amb una cremallera amagada, coneguda com a front Chesterfield. La sotana francesa també té botons a les mànigues, a la manera d'un vestit, i la falda és una mica més ampla. Una sotana ambrosiana només té una sèrie de 5 botons al coll, amb una faixa a la cintura. Una sotana jesuïta, en comptes de botons té una cremallera amb ganxos al coll, i s'uneix a la cintura mitjançant un cíngol negre lligat al costat dret.

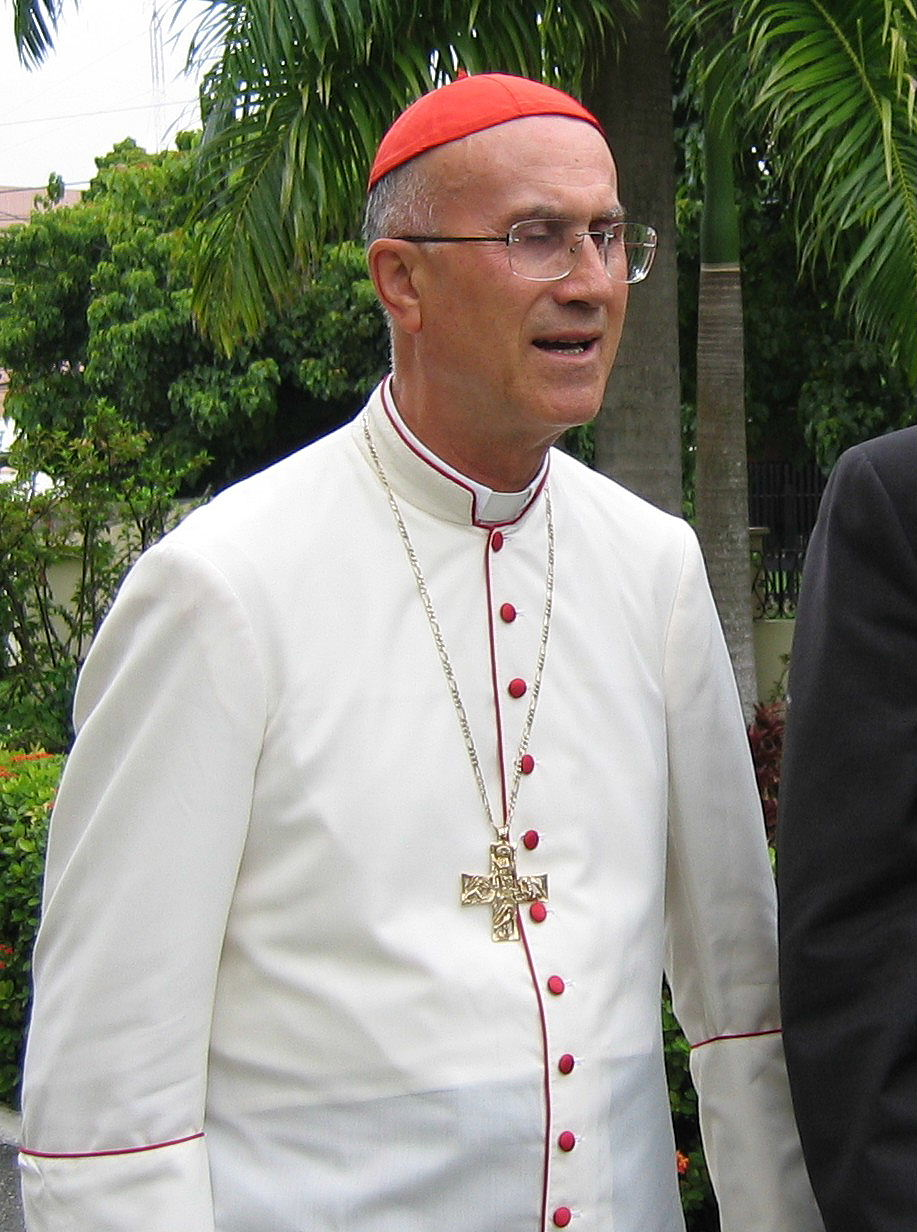
El cardenal Tarcisio Bertone amb una sotana blanca tropical, rivetejada amb l'escarlata cardenalici a Santo Domingo.

La sotana romana tradicional és negra, llevat als països tropicals, on a causa de la calor és blanca i normalment sense la musseta. El color del rivetejat i dels botons són en concordança amb el rang:
- negre per a seminaristes, diaques i preveres
- púrpura per a capellans de Sa Santedat
- amarant per bisbes, protonotaris apostòlics i prelats honorífics
- escarlata per a cardenals[1]
- blanc pel Papa

A la Instrucció sobre el Vestuari dels Prelats de 1969 es deia que per a tots, inclosos els cardenals, d'ordinari s'hauria de vestir una simple sotana negra sense rivets.

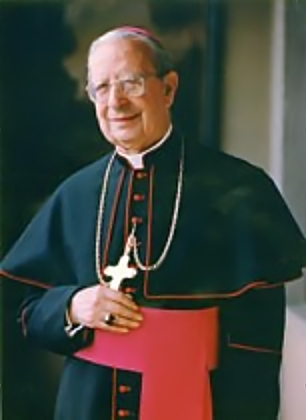
Álvaro del Portillo, Prelat de l'Opus Dei, vestint una sotana negre amb musseta rivetejada en amarant, un faixí púrpura i una creu pectoral daurada.

Sobre la sotana es pot dur una banda a la cintura o faixí. La Instrucció sobre el Vestuari dels Prelats especifica que els dos extrems que pengen al costat tinguin serrells de seda, abolint-se els faixins amb borles. Els seminaristes majors fan servir un faixí blau, els diaques i preveres, en negre; mentre que els bisbes, protonotaris apostòlics, prelats honorífics i capellans de Sa Santedat en fan servir un en porpra quan porten una sotana rivetejada. Els sacerdots adjunts a la Casa Pontifica poden portar un faixí de seda negre diluït; els bisbes de la Casa Pontifícia (com els nuncis apostòlics la llueixen en porpra diluïda; i els cardenals la duen en escarlata diluït. El papa llueix un faixí blanc diluït, amb el seu escut d'armes al final.

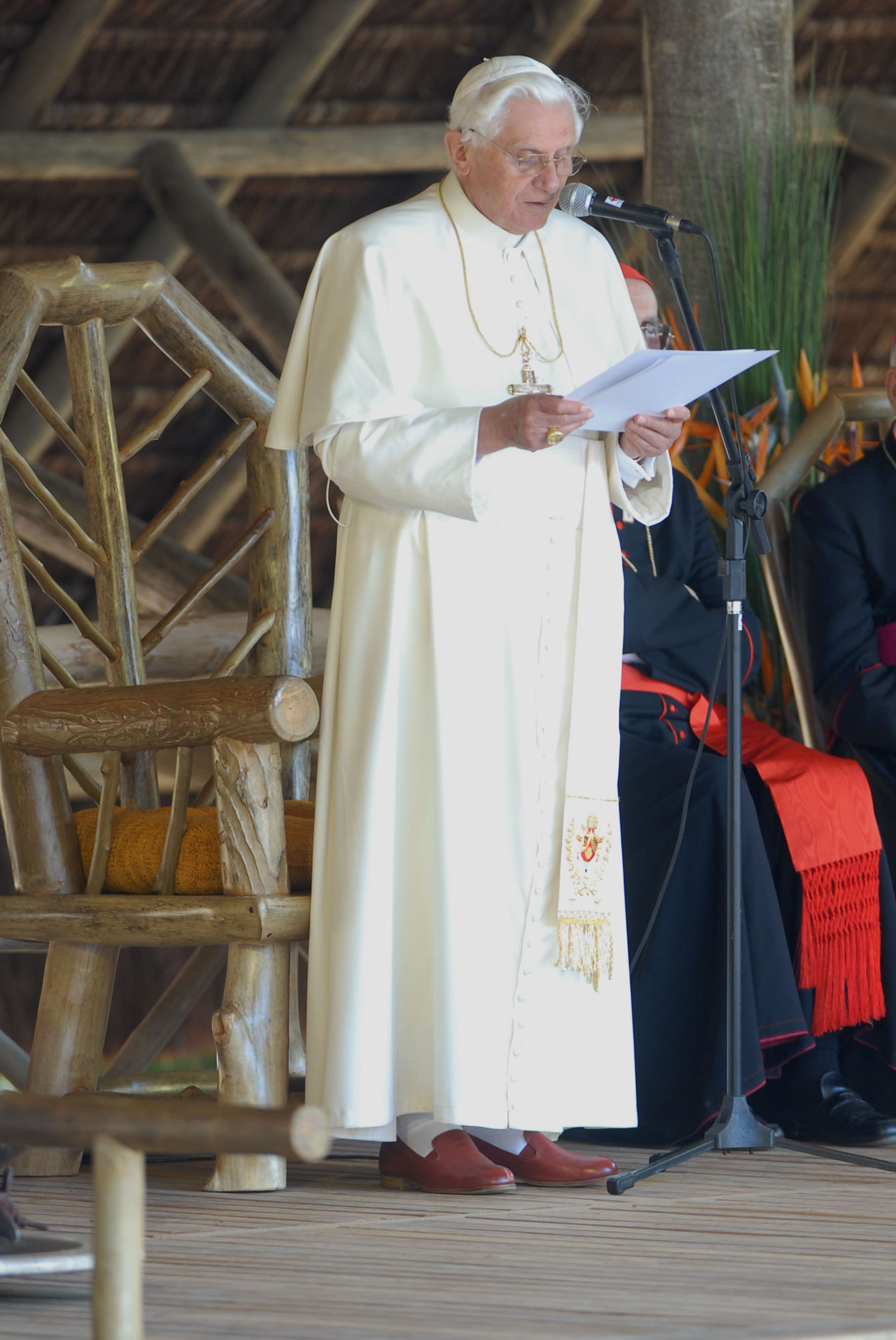
El Papa Benet XVI amb una sotana blanca amb l'esclavina i el faixí blanc amb serrells, amb el seu escut brodat.

Amb l'hàbit coral els sacerdots de Sa Santedat duen les seves sotanes rivetejades en porpra amb el sobrepellís, però els bisbes, els protonotaris apostòlics i els prelats honorífics fan servir (amb el sobrepellís o, en cas dels bisbes, el roquet i la musseta) sotanes totalment en púrpura (aquest púrpura correspon més al púrpura romà, i és més aviat fúcsia), rivetejat d'escarlata; mentre que les dels cardenals són totalment en escarlata, amb el ribetejat amb escarlata. Els cardenals, a més, tenen la distinció que tant les mànigues de les seves sotanes de cor i el faixí estan fets de seda escarlata diluïda. El tall de les seves sotanes pot ser tant romà o francès.
Antigament, la sotana dels cardenals estava totalment feta de seda diluïda, amb una cua que podia fixar-se a la part posterior de la sotana. Aquesta cua va ser abolida pel motu proprio Valde solliciti de Pius XII, amb efectes d'1 de gener de 1953. Mitjançant el mateix motu proprio, el Papa ordenà que la sotana violeta (llavors emprada durant els períodes penitencials i durant el dol) fos feta de llana, no pas de seda, i al febrer de 1965, sota el pontificat de Pau VI, una circular de la Congregació Cerimonial Sagrada abolí l'ús de la seda diluïda també per la sotana vermella.
A vegades, sobre la sotana, es llueix una capa llarga fins als colzes, oberta al davant, que queda fixa o es pot treure. És coneguda com l'esclavina. Es diferencia de la musseta en el fet que aquesta està botonada al davant i es duu sobre el roquet.
L'ordre general de l'Església Catòlica és que bisbes i cardenals puguin dur la pelegrina amb la sotana. El 1850, any en què es restaurà la jerarquia catòlica a Anglaterra i Gal·les, Pius IX concedí a tots els sacerdots d'allà el privilegi de portar una rèplica en negre de la seva sotana amb capa. Des de llavors, vestir la pelegrina sobre la sotana ha estat un símbol dels sacerdots catòlics a Anglaterra, Gal·les, Escòcia, Irlanda, Austràlia i Nova Zelanda.
En climes freds, el mantell, una capa llarga fins als turmells amb capa per l'espatlla o sense, o la greca, també coneguda com a douillette, un abric llarg fins als turmells de doble botonadura, és dut sobre la sotana. Pels preveres i pels bisbes són de color negre; mentre que pel Papa el mantell és en vermell i la greca és balca.
A vegades els seminaristes poden dur la sotana mentre es preparen per al sacerdoci, pels germans religiosos, pels laics quan ajuden a la litúrgia a l'església (com a escolans o acòlits) i pels membres dels cors (sovint amb sobrepellís, o més habitualment a les esglésies anglicanes, amb roquet.)
| Papa | Cardenal | Bisbe                                               | Capellà de Sa Santedat | Prevere, Diaca, Seminarista |
| Papa | Cardenal | Bisbe, protonotari apostòlic, prelat de Sa Santedat | Capellà de Sa Santedat | Prevere, diaca, seminarista |

### Església Anglicana

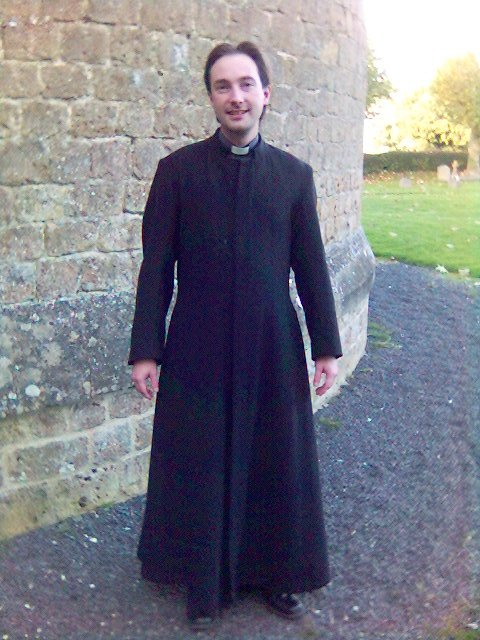
Un prevere anglicà vestint una sotana amb una filera de botons amb davant Chesterfield.

La sotana anglicana sovint té dues fileres de botons (llavors s'anomena "sarum"), fixant-se a les espatlles sobre el costat oposat del pit i a la cintura mitjança un botó ocult. El sarum normalment té una filera de botons cordats al centre, a uns 12–15 cm per sota del coll, i es fa servir per servir el coll de puntes de coixí que es duu amb el vestit coral. La sotana anglicana habitualment té 39 botons, en comptes dels 33 de la sotana romana. Sovint es diu que signifiquen els "Trenta-nou Articles".
A les esglésies anglicanes, la norma és la sotana negra; però també són habituals en altres colors i variacions. Els canonges habitualment la duen negre amb rivet vermell, i els degans i els ardiaques la duen amb el rivet morat. Els bisbes la duen morada des del segle xix, tot i que històricament tots els rangs la duien negre; actualment, alguns bisbes, entre ells Rowan Williams, tornen a dur la sotana negra, potser per apropar-se a l'Església Catòlica Romana o per un desig de posar èmfasi a la simplicitat i a la humilitat per damunt del rang. Les sotanes escarlates només són portades pels sacerdots de la Reina i pels membres de fundacions reials com l'Abadia de Westminster i algunes capelles d'universitats de Cambridge.
A l'església anglicana també poden dur sotana els lectors, els acòlits i els membres del cor. Els lectors i els acòlits habitualment duen sotana negra, però les dels membres del cor normalment són acolorides.
| Bisbe anglicà | Canonge anglicà                            | Prevere anglicà              |
| Bisbe         | Canonge (el color de la sotana pot variar) | Prevere, Diaca i Seminarista |

### Luteranisme

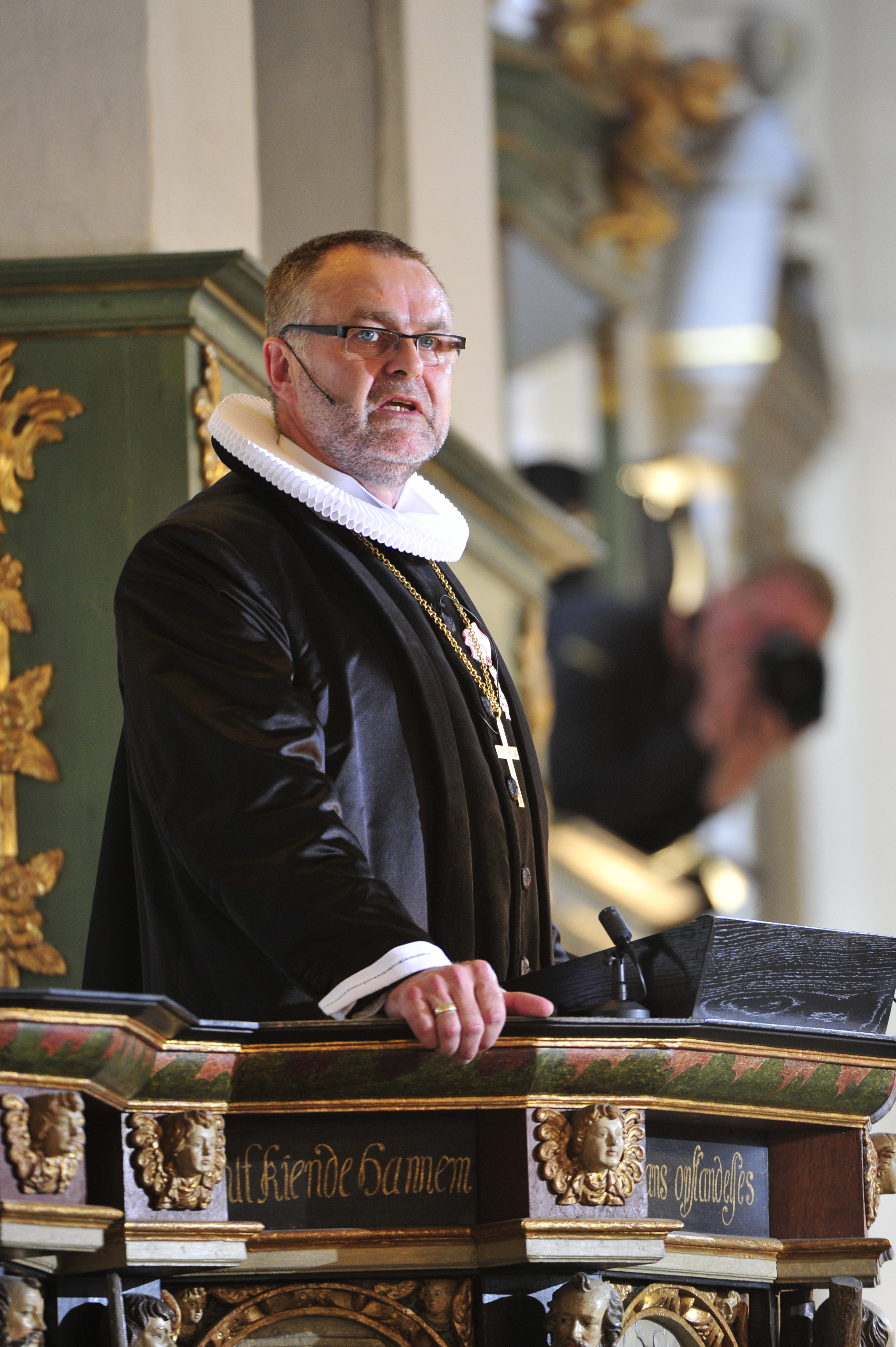
El bisbe danès Henning Toft Bro pronunciant un sermó, duent la sotana i la gorgera.

A les Esglésies Evangèliques Luteranes de Dinamarca, de les Illes Fèroe, d'Islàndia i les ciutats hanseàtiques d'Hamburg i Lübeck, els clergues duen la sotana amb una gorgera com a vestuari litúrgic.

### Presbiterians
A Escòcia, i a les esglésies presbiterianes derivades d'ella, habitualment fan servir l'estil anglicà de sotana. A més, no és estrany veure'ls portar sotanes amb el blau de la bandera d'Escòcia, que també està lligat amb el vestit acadèmic de la Universitat de Saint Andrews. Seguint el costum de l'Església d'Anglaterra, els ministres de l'Església d'Escòcia que són capellans de la família Reial duen una sotana escarlata. Per damunt solen dur la roba de ministre. Durant el període eduardià i època victoriana, era habitual dur una sotana creuada negra sota la roba. Generalment arribava fins als genolls, i estava cenyida per un cíngol. Però amb el moviment litúrgic del segle xx tornà a emprar-se la sotana clàssica.
Els presbiterians del Canadà tendeixen a seguir la moda de l'Església Escocesa, mentre que els presbiterians dels Estats Units solen dur una gorgera sobre una sotana sense mànigues o sobre una sotana d'estil anglicà o catòlic.
Com és habitual a les esglésies anglicanes, les sotanes les poden dur aquells que no són ministres. Els lectors, els que administren la comunió, etc. També acostumen a dur sotanes, habitualment negres. Els cors habitualment fan servir sotanes de colors.

## Pràctica oriental (Església ortodoxa i Catòlics oriental)

### Esglésies Ortodoxes orientals/Catòliques orientals

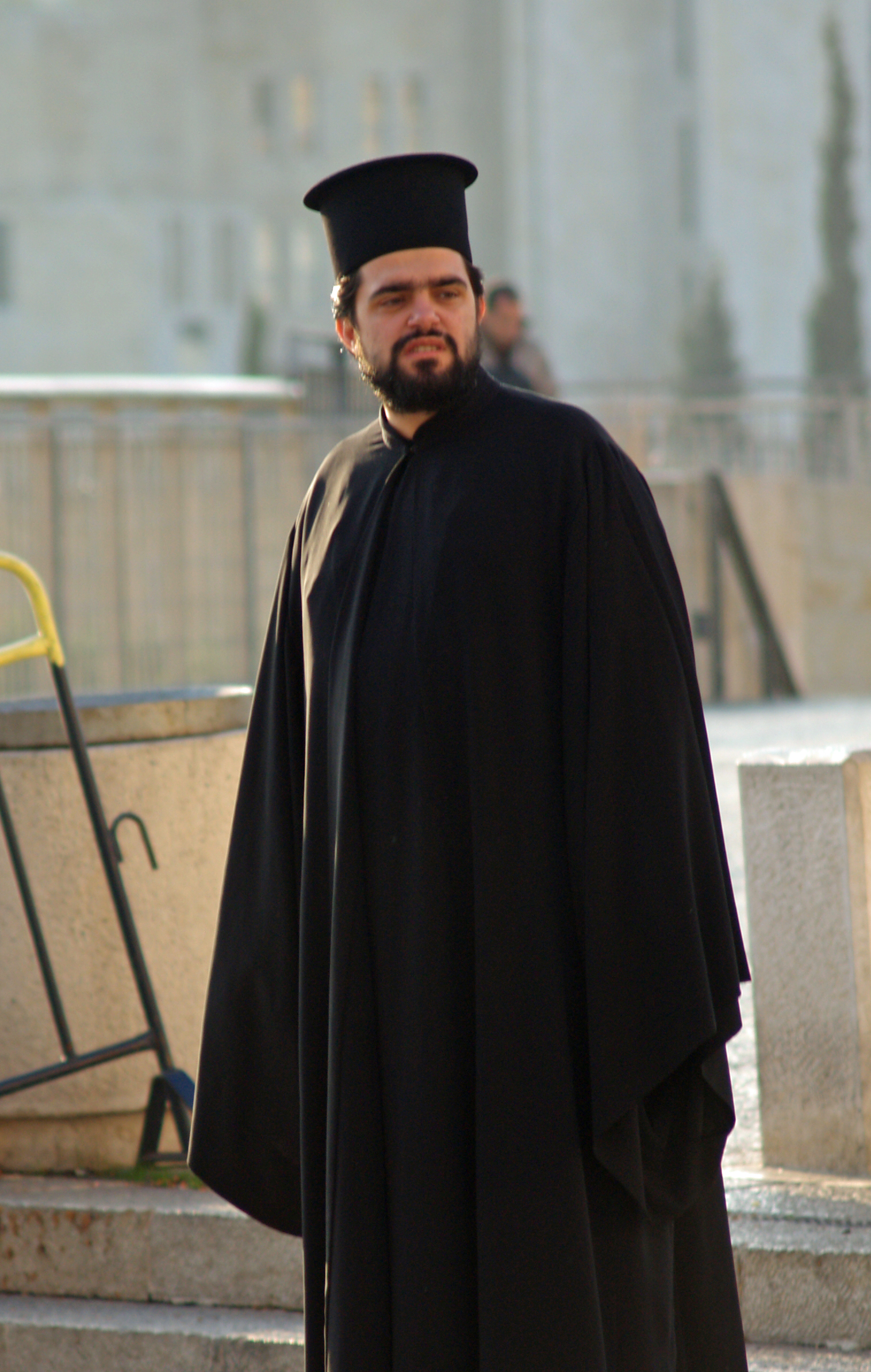
Un clergue ortodox grec amb la sotana exterior (exorason) i el kalimavkion

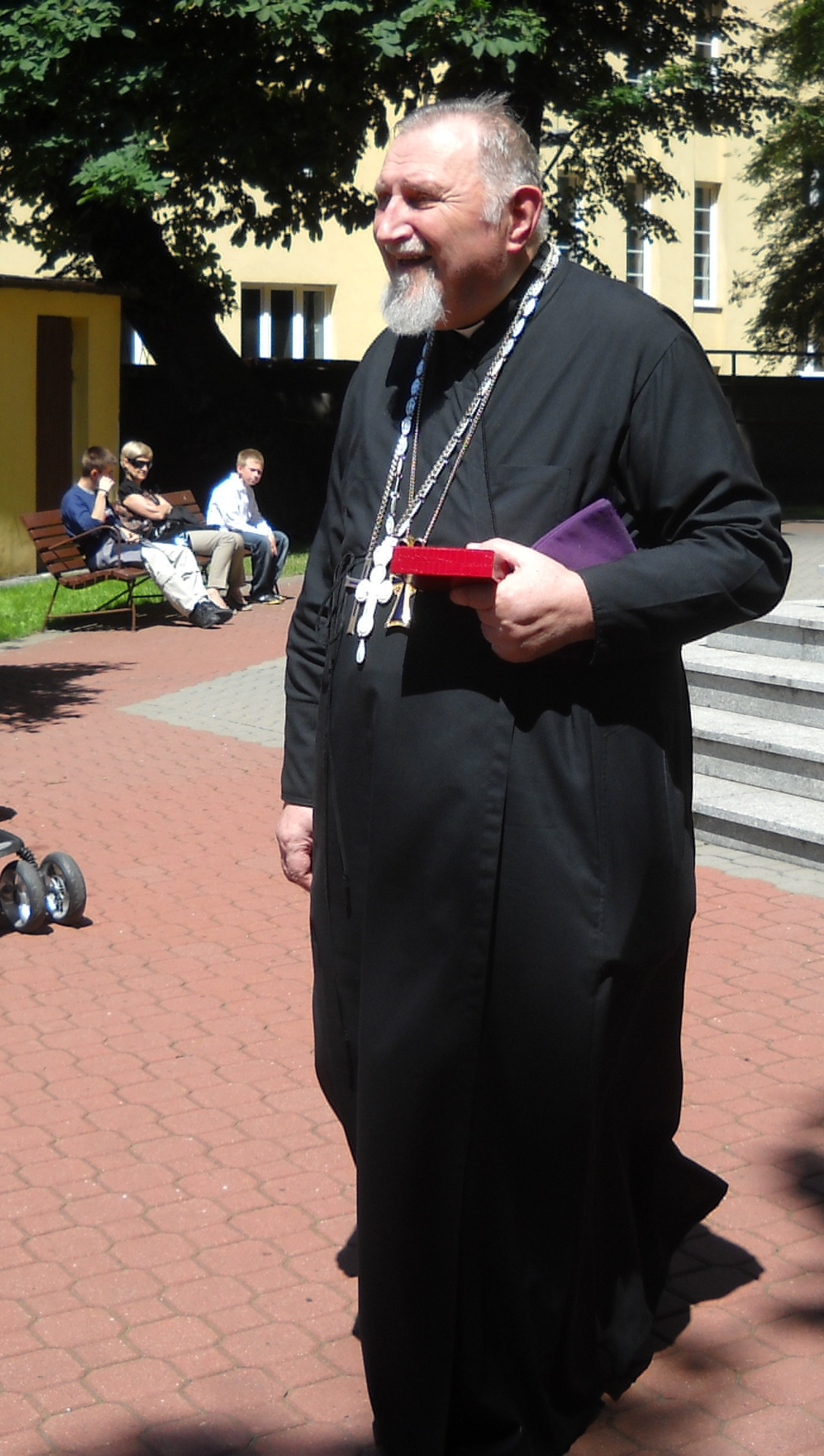
Sotana interior portada per un clergue ortodox polonès

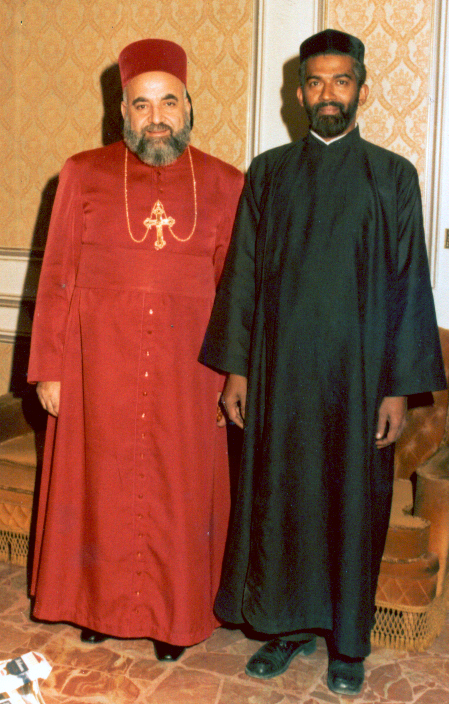
El Patriarca Ortodox Siríac Ignasi XL Zakka I Iwas (amb la sotana vermella) i un prevere (de negre).

Al cristianisme oriental existeixen dos tipus de sotana: la sotana interior i la sotana exterior o "Rason". Els monjos sempre vesteixen una sotana negra. No hi ha normes sobre els colors pel clergat no monàstic, però el negre és el més habitual. El blau i el gris també es fan servir, mentre que el blanc es reserva per a Pasqua de Resurrecció. A les esglésies orientals, les sotanes no es porten per a qualsevol ministeri laic. Generalment, hom ha d'haver estat beneït per a portar una sotana en el cas d'exercir un càrrec clerical.

### Tipus de sotanes orientals
- La sotana interior (més habitualment citada simplement com a "sotana") és una peça llarga fins als turmells que porten tots els clergues (majors i menors), monges i sovint els seminaristes. La versió de l'Església Ortodoxa Oriental (rus: подрясник, transliterat: podriasnik; ucraïnès: підрясник transliterat: pidryasnik) té doble pit, molt cordada al pit i amb un coll alt botonat fora del centre, i pot cenyir-se bé amb un cinturó de pell o de roba.[9] Segons la tradició russa, els clergues casats i els que clergues menors que podrien casar-se no vesteixen les sotanes negres, quedant aquestes reservades pel clergat celibatari i pels monjos. La versió ortodoxa grega, anomenada anteri (αντερί) o rason (ράσον), és una mica més completa, cenyida a la cintura amb un cinturó estret de roba i un coll alt botonat al centre.[10] La sotana interior és habitualment portada per tots els membres del clergat sota la seva roba litúrgica.
- La sotana exterior (rus: ряса, transliterat: riasa; ucraInès: ряса, transliterat: riasa; grec: εξώρασον, ράσον, transliterat: exorason) és una peça voluminosa que porten els bisbes, preveres, diaques i monjos porten sobre la sotana interior com a peça exterior habitual.[11] A la tradició russa, els seminaristes, lectors o sotsdiaques no la porten. A la tradició grega, però, els cantors la poden portar al temple, no sobre la sotana interior sinó que directament sobre la roba secular. La sotana exterior ha de ser portada per un prevere celebrant un servei com les Vespres on les rúbriques exigeixen que vagi totalment revestit, però que no és portada per cap clergue sota el sticharion. Pot ser portada amb les voltes de les mànigues girades, que a vegades tenen un color contrastat. La versió grega tendeix a ser una mica més lleugera i d'un tall més ple que la russa. Originàriament era una peça monàstica, i segons la tradició russa un home ha d'estar explícitament consagrat per un bisbe per portar-la després de ser ordenat pel diaconat.
- La sotana armilla ("kontorasson" (κοντόρασον), "amaniko" (αμάνικο), "gileko" (γιλέκο)) és a vegades portada sobre la sotana interior. És una armilla sense coll, que cau per sota de la cintura. L'armilla té els seus orígens en la sotana exterior i ha de ser lluïda només pels clergues i monjos, que en ocasions formals o litúrgiques, porten la sotana exterior.[12][13]
- La capa sotana pot ser portada en dies molt freds. Té el mateix tall que la sotana exterior, però és més llarga i d'un material més gruixut. Pot tenir un coll folrat de pell.[14] Es porta sobre la sotana exterior, tot i que molts clergues la poden portar en lloc d'un abric els dies freds.

| Bisbe ortodox | Prevere ortodox                                       | Prevere ortodox casat | Hieromonjo                      | Monjo | Cantor /diaca/ sotsdiaca                          |
| Bisbe         | Prevere amb Zostikon gris, el Kontorasson i un Skufia | Prevere (casat)       | Hieromonjo (Prevere celibatari) | Monjo | Cantor / Diaca / Sotsdiaca vestit amb el Zostikon |

#### Esglésies Ortodoxes Orientals
| Patriarca sirià | Bisbe sirià | Prevere copte | Prevere sirià | Prevere-Monjo sirià   |
| Patriarca sirià | Bisbe sirià | Prevere copte | Prevere sirià | Prevere sirià (monjo) |